# Maximilian Grabner

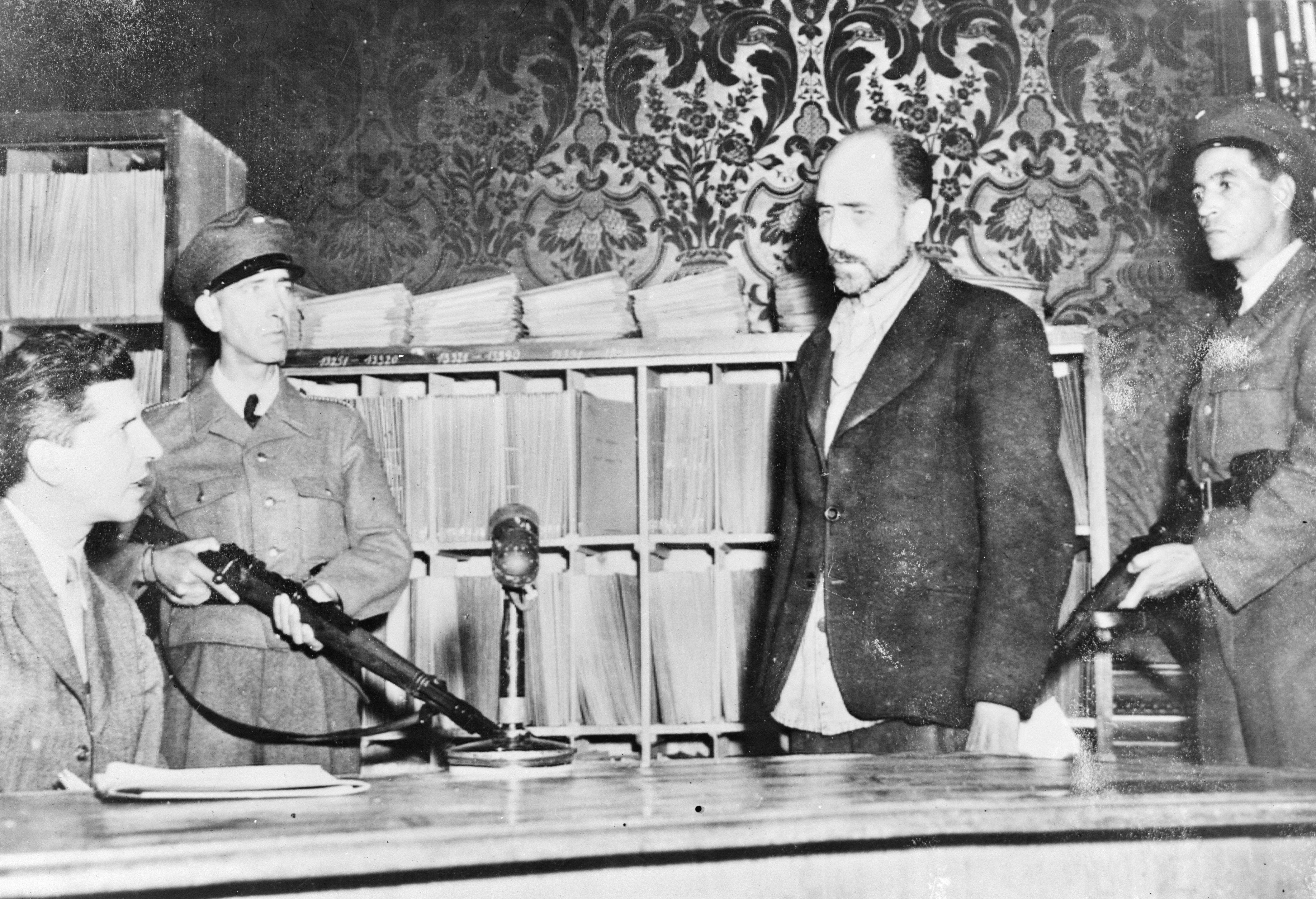
Von zwei Polizisten bewacht wird Grabner durch den Leiter der Staatspolizei Wien Heinrich Dürmayer (links sitzend) im September 1945 vernommen

Maximilian „Max“ Grabner (* 2. Oktober 1905 in Wien, Österreich-Ungarn; † 24. Januar 1948 in Krakau), war ein österreichischer SS-Untersturmführer und Kriegsverbrecher, der Leiter der Politischen Abteilung im KZ Auschwitz war. Nach dem Ende des NS-Regimes wurde er wegen seiner Verantwortung für zahlreiche NS-Gewaltverbrechen im Krakauer Auschwitzprozess zum Tode verurteilt und hingerichtet.

## Frühe Jahre
Grabner verfügte über eine einfache Schulbildung und arbeitete in den 1920er Jahren als Holzfäller. Nach einer kurzen Polizeiausbildung wurde er ab 1930 in die österreichische Polizei aufgenommen und arbeitete zunächst als Polizeibeamter und später als Kriminalpolizist bei der Polizeidirektion in Wien. Grabner trat zum 1. August 1932 der NSDAP bei (Mitgliedsnummer 1.214.137). Nach dem 1938 erfolgten „Anschluss Österreichs“ an das Deutsche Reich trat Grabner Anfang September 1938 der SS bei und stieg dort bis zum SS-Untersturmführer auf.

## Im KZ Auschwitz
Nach Beginn des Zweiten Weltkrieges war Grabner ab November 1939 im vom Deutschen Reich annektierten Kattowitz als Kriminalsekretär beim Staatspolizeiamt tätig. Ende Mai 1940 wurde er Leiter der Politischen Abteilung im neu errichteten KZ Auschwitz, da dieses im Bereich seines Polizeibezirks lag. Seine Stellung in der Lagerhierarchie war ambivalent, da er einerseits den disziplinarischen und administrativen Anordnungen des Lagerkommandanten Folge zu leisten hatte, andererseits aber in der Ausübung seiner Dienstpflichten nur seinen übergeordneten Dienststellen der Gestapo unterstellt war. Seine wesentlichen Aufgaben umfassten die Bekämpfung der Lagerwiderstandsbewegung, die Verhinderung von Fluchten und Kontakten zur Außenwelt, das Anfertigen und Verwalten von Häftlingskarteien sowie die Korrespondenz mit der Gestapo, Kriminalpolizei und dem Reichssicherheitshauptamt (RSHA). Grabner war in dieser Funktion gefürchtet als der „Herrgott von Auschwitz“, er galt als arrogant, willkürlich und brutal. Im Beisein seines Vorgesetzten, des Leiters der Gestapo in Kattowitz Rudolf Mildner, nahm er unter dessen Vorsitz an den berüchtigten Verhandlungen des Polizei- und Standgerichts im KZ Auschwitz teil. Grabners Mitarbeiter, unter anderem Wilhelm Boger, führten die von ihm angeordneten „verschärften Verhöre“ bei verdächtigen Häftlingen durch, wobei diese systematisch gefoltert und danach im Bunker des Blocks 11 inhaftiert wurden. Zusammen mit dem Schutzhaftlagerführer nahm er sogenannte „Bunkerentleerungen“ vor, bei denen willkürlich Insassen im Hof zwischen Block 10 und 11 an der sogenannten Schwarzen Wand erschossen wurden. 
Im September 1942 wurde er mit dem Kriegsverdienstkreuz II. Klasse mit Schwertern ausgezeichnet. Diese Verleihung legt eine Teilnahme an Exekutionen nahe. Laut dem Auschwitzüberlebenden Filip Müller und dem Angehörigen der Politischen Abteilung Pery Broad hielt er vor zur Vergasung bestimmten Juden beim Alten Krematorium im Stammlager Ansprachen zu deren Beruhigung. Er forderte die Menschen auf, sich für das Baden auszuziehen, um danach Essen zu fassen und im Lager eine Arbeit aufnehmen zu können.
Am 30. November 1943 wurde Grabner von seiner Funktion als Leiter der Politischen Abteilung im KZ Auschwitz entbunden und verhaftet, sein Nachfolger auf diesem Posten wurde anschließend der SS-Untersturmführer Hans Schurz. Grabner war, wie auch anderes KZ-Lagerpersonal, in das Visier des SS-Richters Konrad Morgen geraten. Morgen ermittelte in Sachen Verbrechen und Korruption in den Konzentrationslagern und brachte diese Straftatbestände zur Anklage. Nach mehrmonatiger Haft wurde gegen Grabner vor dem SS- und Polizeigericht in Weimar am 13. Oktober 1944 die Verhandlung eröffnet. Grabner wurde beschuldigt, die willkürliche Erschießung von 2000 Häftlingen vorgenommen zu haben, für die keine Exekutionsbefehle aus dem RSHA vorlagen. Zudem soll sich Grabner, dessen Aufgabe als Leiter der Politischen Abteilung auch in der Bekämpfung von Diebstahl und Korruption bestand, in erheblichem Umfang an Häftlingseffekten bereichert haben. Wegen schweren Diebstahls und Mordes in mindestens 2000 Fällen beantragte der Ankläger eine Zuchthausstrafe von zwölf Jahren. Der Leiter der Gestapo Heinrich Müller verweigerte aber jede Mitarbeit zur Klärung des Sachverhalts, daher wurde der Prozess vertagt und nie abgeschlossen. Danach kam er wieder zur Gestapo nach Kattowitz und schließlich nach Breslau. Da nochmals diesbezügliche Ermittlungen aufgenommen wurden, sollte sich Grabner gegen Kriegsende mit einem begleitenden Beamten beim Reichskriminalpolizeiamt (RKPA) in Berlin melden, wozu es aber nicht mehr kam.

## Nach Kriegsende
Nach Kriegsende tauchte Grabner bei einem Bauern als Knecht getarnt in der Nähe Wiens unter und wurde am 4. August 1945 während der Feldarbeit verhaftet und in sowjetischem Gewahrsam im Polizeigefangenenhaus Wien inhaftiert. Die Verhaftung wurde durch eine Abteilung zur Ermittlung von Kriegsverbrechern bei der Polizeidirektion Wien vorgenommen. Der Leiter dieser Abteilung, der Jurist Heinrich Dürmayer, war langjährig Häftling in den Konzentrationslagern Flossenbürg, Auschwitz und Mauthausen gewesen. Dürmayer unterzog Grabner Anfang September 1945 einem polizeilichen Verhör, welches auch in der Wochenschau vorgeführt wurde.
Der Auschwitzüberlebende Hermann Langbein nahm Grabner nach dessen Verhaftung als jammernden Mann und Feigling wahr. Grabner sagte 1946 in der Haft aus: „Ich habe nur mit Rücksicht auf meine Familie mitgewirkt an der Ermordung von 3 Millionen Menschen. Ich war niemals Antisemit.“ Im Januar 1947 wurden bei einer Zellenkontrolle Ausbruchsmaterialien gefunden, die darauf hinwiesen, dass Grabner eine Flucht vorbereitete. Nach der Auslieferung an Polen am 12. Juli 1947 wurde Grabner im Krakauer Auschwitzprozess vor dem Obersten Nationalen Tribunal Polens am 22. Dezember 1947 zum Tode verurteilt. Das Urteil wurde am 24. Januar 1948 im Montelupich-Gefängnis in Krakau durch Hängen vollstreckt.